# Kent Dykes
Kent "Omar" Dykes, född 1950 i McComb, Mississippi, är en amerikansk bluessångare och gitarrist, numera boende i Austin, Texas.
Omar Dykes började i tidiga tonåren hänga runt scenen i de svarta kvarteren i hemstaden McComb i Mississippi. 
Känslan för blues och rhythm and blues kom naturligt och det tog inte länge förrän Omar som ensam vit kille uppträdde i lokala svarta bluesband. Han bildade snart sitt eget band, the Howlers, som i början ägnade sig åt rå blues, med influenser av Howlin' Wolf och liknande shouters.
Under det sena 1970-talet kom Omar & the Howlers till Austin, Texas, där bandet möttes av stor uppskattning och Omar fick tillfälle att bredda sin stil med andra influenser, alltifrån från tidig Elvis-rockabilly och country till den hårdsvängande Austin-stilen. Omar & the Howlers gjorde stor succé inför den kräsna Texaspubliken och bandet framröstades två år i rad till Best Blues Band in Austin framför konkurrenter som Stevie Ray Vaughan och The Fabulous Thunderbirds.